# Joachim Franciszek Goltz
Joachim Franciszek Goltz (zm. 1717) – generał, polski dyplomata, poseł Rzeczypospolitej w Imperium Osmańskim w latach 1711–1714.

## Życiorys
Był posłem Augusta II Mocnego w Turcji. Goltz i Stanisław Chomentowski prowadzili z Turkami rozmowy w sprawie pacyfikacji wzajemnych stosunków. Król Szwecji Karol XII, wróg Polski i Saksonii uczynił bowiem z Turcji swego sojusznika. Rozmowy trwały od września 1713 do 22 kwietnia 1714 roku. Polakom pomagali dyplomata rosyjski Piotr Szafirow, rezydent austriacki Franz Anselm Fleischmann i poseł francuski Pierre Puchot,  a także chan Kaplan Girej, przekupiony przez polskiego posła Piotr Lamara. 22 kwietnia 1714 roku podpisany został traktat między Rzecząpospolitą a Turcją. Turcy zrezygnowali z rewizji traktatu karłowickiego (1699), a Polacy zgodzili się przestrzegać rosyjsko-tureckich postanowień adrianopolskich z 1711; rosyjskie wojska miały zostać wycofane z Polski, a Karol XII miał mieć możliwość przejazdu przez terytorium Polski.